# Geert Hofstede

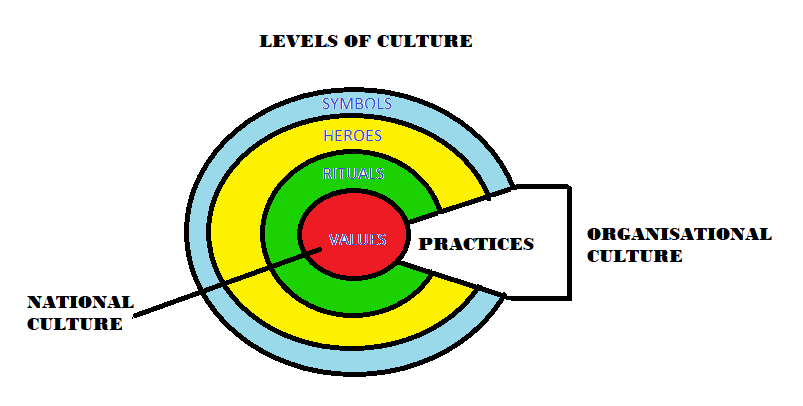

Gerard Hendrik Hofstede (Haarlem, 3 de octubre de 1928-Velp, 12 de febrero de 2020) fue un influyente psicólogo social, profesor de antropología organizacional y gestión internacional en el Departamento de Economía y Administración de Negocios, en la Universidad de Limburg, en Holanda. Poseyó el título de Director del Instituto de Investigación para la Cooperación Intercultural en la universidad antes mencionada. También fue ingeniero mecánico y escritor neerlandés en el campo de las relaciones entre culturas nacionales y entre culturas dentro de las organizaciones. A través de sus actividades académicas y culturales en diferentes países, Hofstede fue considerado como uno de los líderes representativos de los estudios e investigaciones interculturales. Gracias a esto, sus teorías han sido utilizadas a nivel mundial tanto en psicología como en el manejo de estudios.
Es autor de numerosos libros, incluyendo Culture's Consequences (Consecuencias de la cultura) y Culturas y Organizaciones: El software de la mente, coescrito con su hijo Gert Jan Hofstede y Michael Minkov..
El trabajo de Hofstede pretende justificar que hay agrupamientos culturales a nivel regional y nacional que afectan al comportamiento de las sociedades y organizaciones, y que son muy persistentes en el tiempo. Desarrolló el llamado Modelo de las Seis Dimensiones para identificar los comportamientos culturales de cada grupo.  Estas dimensiones son: Distancia jerárquica, Individualismo, Masculinidad, Control de la Incertidumbre, Orientación a Largo Plazo, Indulgencia versus Contención.
Falleció a los noventa y un años el 12 de febrero de 2020.

## Las seis dimensiones de Hofstede

### Distancia jerárquica
El término «distancia jerárquica» se refiere a cómo una sociedad acepta la distribución del poder en las distintas instituciones y organizaciones. Los países con distancia jerárquica baja favorecen las organizaciones descentralizadas, mientras que los países con distancia jerárquica alta se acepta mejor una autoridad centralizada en la sociedad. También se puede definir como el grado en el que miembros 'menos poderosos' de una sociedad aceptan la existencia de diferentes niveles de autoridad, es decir los individuos de una cultura se conforman y aceptan que el poder sea distribuido de una manera desigual. Además esta dimensión no necesariamente mide la distribución del poder en una sociedad sino mide cómo los ciudadanos se sienten respecto a él. Una puntuación alta sugiere que habrá individuos con mucho más poder que otros. En países con elevada distancia jerárquica los individuos aceptan la desigualdad y el lugar que ocupan dentro de la sociedad, además que conocen y están de acuerdo con las jerarquías formales. Una puntuación baja refleja la perspectiva de que la gente debe tener obligaciones y derechos iguales. Las naciones latinoamericanas y árabes están catalogadas, en general, como las que puntúan más alto en esta dimensión; las culturas anglosajonas, escandinavas y germánicas son las que puntúan más bajo, lo que quiere decir que existe igualdad entre los individuos de la comunidad.

### Individualismo

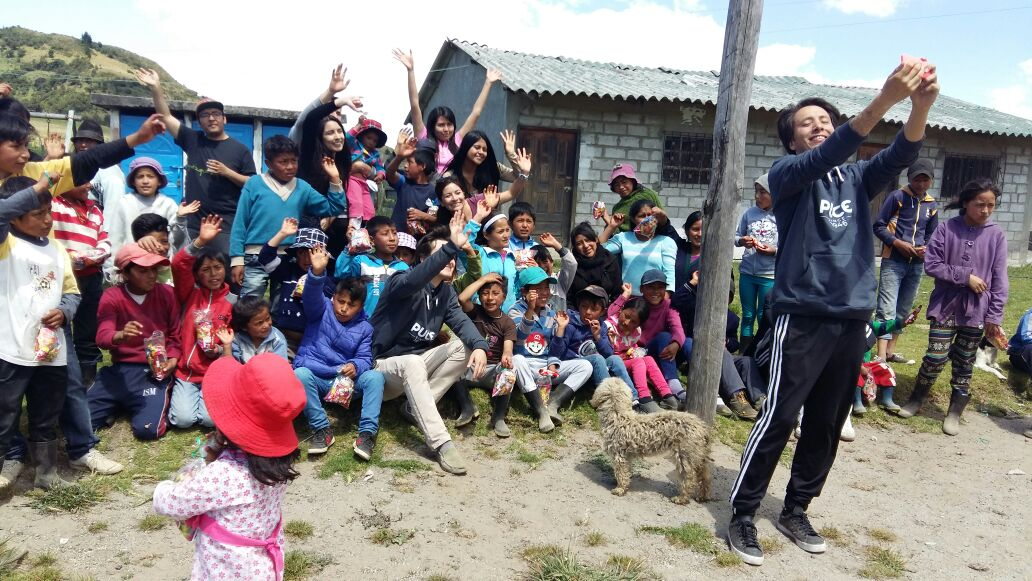

Hofstede en 1980 realizó un estudio por medio de encuestas a empleados de la multinacional IBM en cuarenta países distintos. Por medio de este estudio se pudieron dar a conocer las cinco dimensiones entre las cuales una de ellas es el individualismo y, en su puntuación baja se denomina colectivismo. El individualismo es contrastado con el colectivismo, y se refiere al grado al que la gente espera valerse por sí misma o, alternativamente, actuar principalmente como miembro de un grupo u organización, por ejemplo Estados Unidos es una de las sociedades más individualistas.  Además que estos términos indican cómo los seres humanos están dispuestos a cuidar de ellos mismo y de sus respectivas familias. Se debe tener en cuenta que en un marco social estricto los miembros de un grupo esperan ser cuidados. Se ve reflejado con las palabras «yo» y «nosotros». Esta dimensión también sirve para entender qué tan viable es el comportamiento humano en las diferentes culturas en el mundo. Finalmente el individualismo y el colectivismo son el grado en la que los ciudadanos valoran la autonomía y el compromiso con las reglas de la sociedad y lealtad a un grupo al que el individuo pertenece. Los individualistas velan por sus necesidades, valoran el éxito personal y prevalecen sus intereses personales. Por otro lado, los colectivistas comparten el sentido de pertenencia dentro de un grupo, los intereses colectivos son más importantes que los intereses personales, es importante la jerarquía y las relaciones  con los demás individuos.

### Masculinidad
El lado masculino de esta dimensión representa la preferencia en la sociedad por los logros, el heroísmo, la asertividad y la recompensa material por el éxito. La sociedad en general es más competitiva. Su opuesto, la feminidad, se refiere a una preferencia por la cooperación, la modestia, preocuparse por los débiles y la calidad de vida. La sociedad es general está más orientada a llegar a consensos. Los términos “masculino” y “femenino” como conceptos científicos sociales, opuestos a los términos biológicos “hombre” y “mujer” estaban en uso sin embargo solamente a un nivel personal. Las etiquetas “masculino” y “femenino” han sido consideradas políticamente incorrectas , pero solo en culturas masculinas como Estados Unidos y el Reino Unido, no en culturas femeninas como Suecia y los Países Bajos. Hofstede define la dimensión de la manera siguiente:
Esta dimensión enfoca en como el grado al cual una sociedad acentúa el logro o la nutrición. Masculinidad es el rasgo que acentúa la ambición, la adquisición de la riqueza y distingue los roles de género.Feminidad es el rasgo que hace hincapié en cuidar y alimentar comportamientos, igualdad, conciencia ambiental y los roles de género más fluidos.
Según Hofstede, el término ‘«Masculinidad’» está creado para una sociedad en la que los roles de género sociales son claramente distintos: los hombres deben ser asertivos y duros y estar centrados en el éxito material; las mujeres deben ser modestas y sensibles y estar preocupadas por la calidad de vida. El término «Feminidad» está creado para una sociedad en la que los roles de género social se superponen: Hombres y mujeres deberían  ser modestos, tiernos y preocupados por la calidad de vida.
| Rasgos          | Masculino                                                                                       | Femenino                                                                                           |
| Normas Sociales | - Orientado por ego. - El dinero y las cosas materiales son importantes. - Vivir para trabajar. | - Orientado por relación. - Calidad de vida y las personas son importantes. - Trabajar para vivir. |

| Política y Economía | - Crecimiento de la economía es una prioridad alta. - Conflictos resueltos mediante fuerza. | - Protección del medio ambiente es una prioridad alta. - Conflictos resueltos mediante negociación. |

| Religión | - Lo más importante en la vida. - Solo los hombres pueden ser sacerdotes. | - Lo menos importante en la vida. - Ambos, mujer y hombre pueden ser sacerdotes. |

| Trabajo | - Mayor brecha salarial de género. - Pocas mujeres en gerencia. - Preferencia por salarios elevados. | - Menor brecha salarial de género. - Más mujeres en gerencia. - Preferencia por menores horas de trabajo. |

| Familia y escuela | - Estructura de familia tradicional. - Las niñas lloran, los niños no; lucha de niños, las niñas no luchan. - Fallar es un desastre. | - Estructura de familia flexible. - Ambos, niños y niñas lloran; nadie lucha. - Fallar es un accidente menor |

### Control de la incertidumbre
Cuando Hosftede habla de la “control de la incertidumbre” lo hace para remarcar cómo la sociedad maneja su tolerancia hacia lo que no es certero y hacia lo ambiguo, como lo es el futuro; y por eso la sociedad trata de evitarla. Refleja el grado al que una sociedad acepta la incertidumbre y los riesgos. Este estudio indica, también, en qué medida hombres y mujeres se sienten cómodos o no haciendo algunas actividades estructuradas. Hosftede creó el índice de control  de la incertidumbre, el cual mide los niveles de la misma en diferentes países, para que así se puedan comparar los unos con los otros. Por ejemplo, un bajo puntaje en este índice muestra que la población de ese país es emprendedora, es más propensa a tomar riesgos y menos independiente; contrariamente a las culturas que tienen un alto índice de control de la incertidumbre, los cuales les gusta la estabilidad, reglas y normas sociales, y no están a gusto tomando riesgos.

### Orientación a largo plazo
Se refiere a la importancia que se da en una cultura a la orientación de la vida a largo o corto plazo en relación con cualquier actividad. Debe tenerse en cuenta que los conceptos de orientación a largo plazo y orientación a corto plazo abordan las diferentes formas en que las culturas ven el tiempo y la importancia del pasado, presente y futuro.
La orientación a largo plazo se enfoca en virtudes orientadas a recompensas en el futuro. Estar dispuesto a retrasar el éxito social a corto plazo o incluso la gratificación emocional a corto plazo para prepararse para el futuro. Si se tiene esta perspectiva cultural, se valora la persistencia, la perseverancia, el ahorro y la capacidad de adaptación.
La orientación a corto plazo se centra en el presente o en el pasado y se los considera más importantes que el futuro. Si se tiene una orientación a corto plazo, se valora la tradición, la jerarquía social actual y el cumplimiento de obligaciones sociales.Importa más la gratificación inmediata que la satisfacción a largo plazo.Las culturas que demuestren esta orientación, centrarán sus esfuerzos y creencias en cuestiones relacionadas con el corto plazo, tales como la preservación de 'cara' y el cumplimiento de obligaciones sociales.

### Indulgencia vs contención
Esta es la sexta y más reciente dimensión formulada por Geert Hofstede. Esta dimensión se configura en la medida en que las sociedades y las culturas valoran un estilo de vida holístico. Esto repercute sobre la medida en que las personas intentan controlar los impulsos en función de la forma en que se generaron, lo que a su vez repercute sobre el nivel en que permiten gozo o autocontrol. Países como por ejemplo Australia son fuertemente holísticos, mientras que otros como Rusia o China no coinciden con dicha formulación.

## Publicaciones
Hofstede, Geert (July 1978). "The Poverty of Management Control Philosophy". The Academy of Management Review (Academy of Management) 3 (3): 450–461. doi:10.2307/257536. JSTOR 257536.
Hofstede, Geert (July 1967). "The Game of Budget Control: How to Live with Budgetary Standards and Yet be Motivated by Them". OR (Operational Research Society) 20 (3): 388–390. JSTOR 3008751.
Hofstede, Geert (December 1983). "Culture's Consequences: International Differences in Work-Related Values". Administrative Science Quarterly (Johnson Graduate School of Management, Cornell University) 28 (4): 625–629. JSTOR 2393017.
Hofstede, Geert (March 1993). "Cultures and Organizations: Software of the Mind". Administrative Science Quarterly (Johnson Graduate School of Management, Cornell University) 38 (1): 132–134. JSTOR 2393257.
Hofstede, Geert (March 2002). "Dimensions Do Not Exist: A reply to Brendan McSweeney". Human Relations (Sage Publications) 55 (11).
Hofstede, Geert (2010). "The GLOBE debate: Back to relevance". Journal of International Business Studies (Sage Publications) 41 (8): 1339–46. SSRN 1697436.